# Comuna Krovne
Krovne (în ucraineană Кровне) este o comună în raionul Sumî, regiunea Sumî, Ucraina, formată din satele Krovne (reședința) și Rudnivka.

## Demografie
Componența lingvistică a comunei Krovne
     Ucraineană (95,84%)
     Rusă (3,93%)
     Alte limbi (0,15%)
Conform recensământului din 2001, majoritatea populației comunei Krovne era vorbitoare de ucraineană (95,84%), existând în minoritate și vorbitori de rusă (3,93%).